# Kinga Tóth

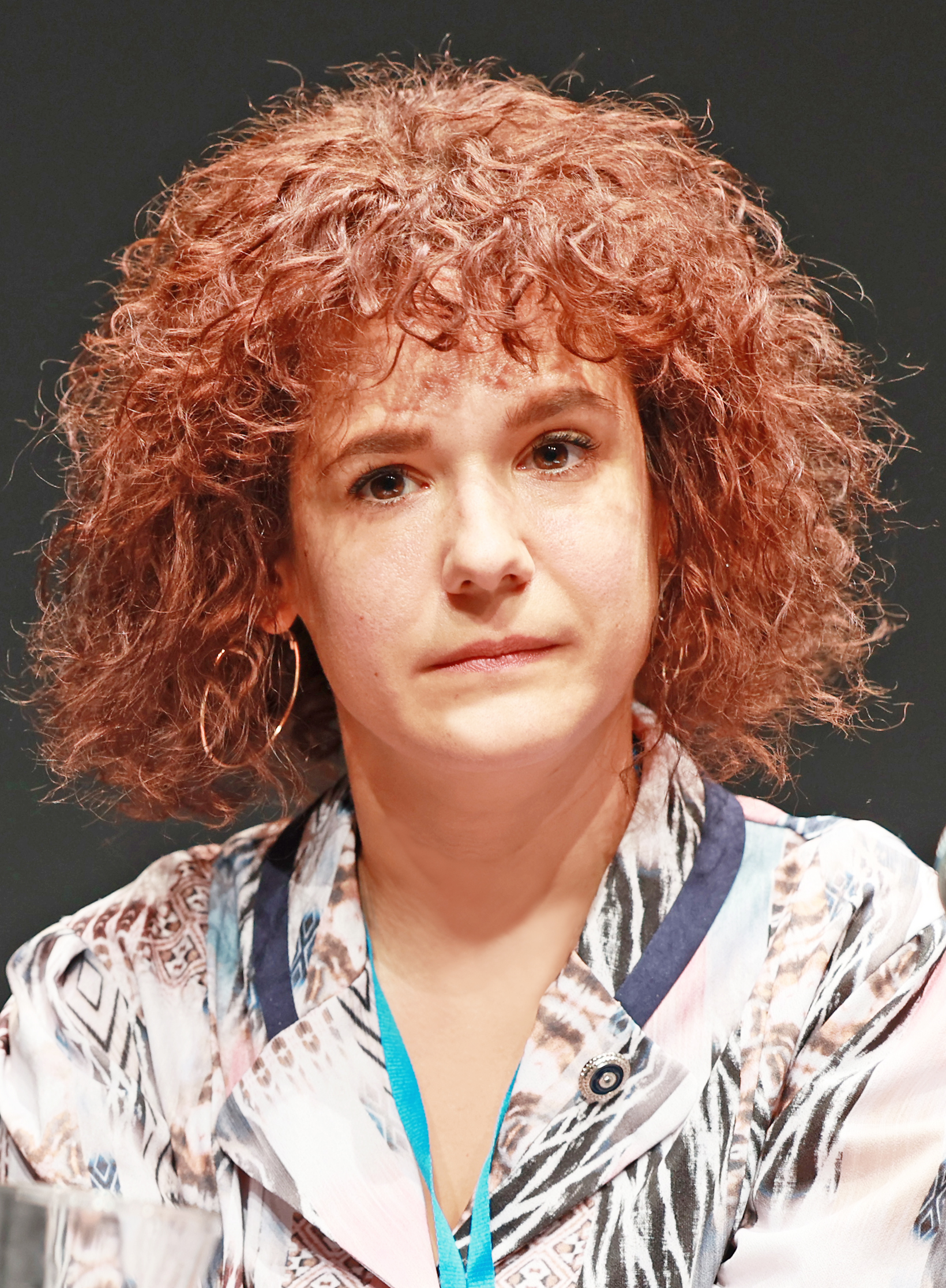
Kinga Tóth (2023)

Kinga Tóth (geboren 1983 in Sárvár) ist eine ungarische Lyrikerin und Performancekünstlerin. Sie schreibt auf Deutsch, Ungarisch und Englisch.

## Leben und Werk
Kinga Tóth ist studierte Sprachwissenschaftlerin. Neben ihrer schriftstellerischen Tätigkeit unterrichtet sie Deutsch und deutsche Literatur. Sie arbeitet auch journalistisch und als Lektorin. In ihrem künstlerischen Schaffen arbeitet sie häufig spartenübergriefend. So trägt sie ihre lyrischen Texte häufig mit Soundunterstützung vor, hat einige ihrer Gedichtbände selbst illustriert und ist Songschreiberin und Frontfrau des Tóth Kína Hegyfalu-Projekts. Auch für die Musikprojekte 33 astral bodies und Tuning Ballerina war sie als Sängerin und Texterin tätig. Im Frühjahr 2025 trat sie auf dem Extreme-Metal-Album Metallschädel des Rappers Schwartz als Sängerin in Erscheinung.
Tóth schreibt in den Sprachen Englisch, Deutsch und Ungarisch und hat neben Gedichten auch Kurzgeschichten und Theaterstücke verfasst. Sie tritt mit ihren Performances international auf Festivals und Buchmessen auf.
Sie ist Mitglied der József-Attila-Kreises für junge Schriftsteller.

## Preise und Stipendien
- 2013: Stipendium der Akademie Schloss Solitude
- 2014: Havirov art residency, Czech Republic, Visegrad Project; Literaturpreis Móricz Zsigmond
- 2016: Gast der Goldsmith University, London; Clara-und-Eduard-Rosenthal-Stipendium der Stadt Jena; BOSCH-Solitude-Wimmelforschung Art Program; GEDOK Kunst Stipendium Lübeck
- 2017: Bestes Lyrikdebüt, Haus für Poesie, Berlin; Stipendium des Literarischen Colloquiums Berlin
- 2018: Grazer Stadtschreiberin
- 2019: Atelierstipendium der Landis & Gyr Stiftung, Zug (Schweiz)
- 2020: Förderpreis zum Hugo-Ball-Preis[5]
- 2021: Poet-in-Residence Villa Waldberta / Stiftung Lyrik Kabinett (München)[6]

## Veröffentlichungen
- Zsúr Gedichte mit Illustrationen. Prae Kiadó, Ungarn 2013
- Allmaschine Gedichte. Akademie Schloss Solitude, Stuttgart 2014
- All Machine Gedichte. Magvető Kiadó, Ungarn 2014
- Wir bauen eine Stadt Gedichte, Grafik, Fotos. Parasitenpresse, Köln 2016
- Village 0-24 Gedichte, Grafik und Soundkunst. Melting Books Publisher 2016
- Party Gedichte mit Illustrationen. Bird LCC Publishing House, USA 2017
- Party Gedichte und Zeichnungen. Parasitenpresse, Köln 2019
- Maislieder Gedichte mit Grafiken der Autorin und Christian Thanhäuser. Edition Thanhäuser, Ottensheim 2019. ISBN 978-3-900986-97-1
- Mondgesichter. Rohstoff Verlag, Berlin 2022.